# Norman R. Augustine

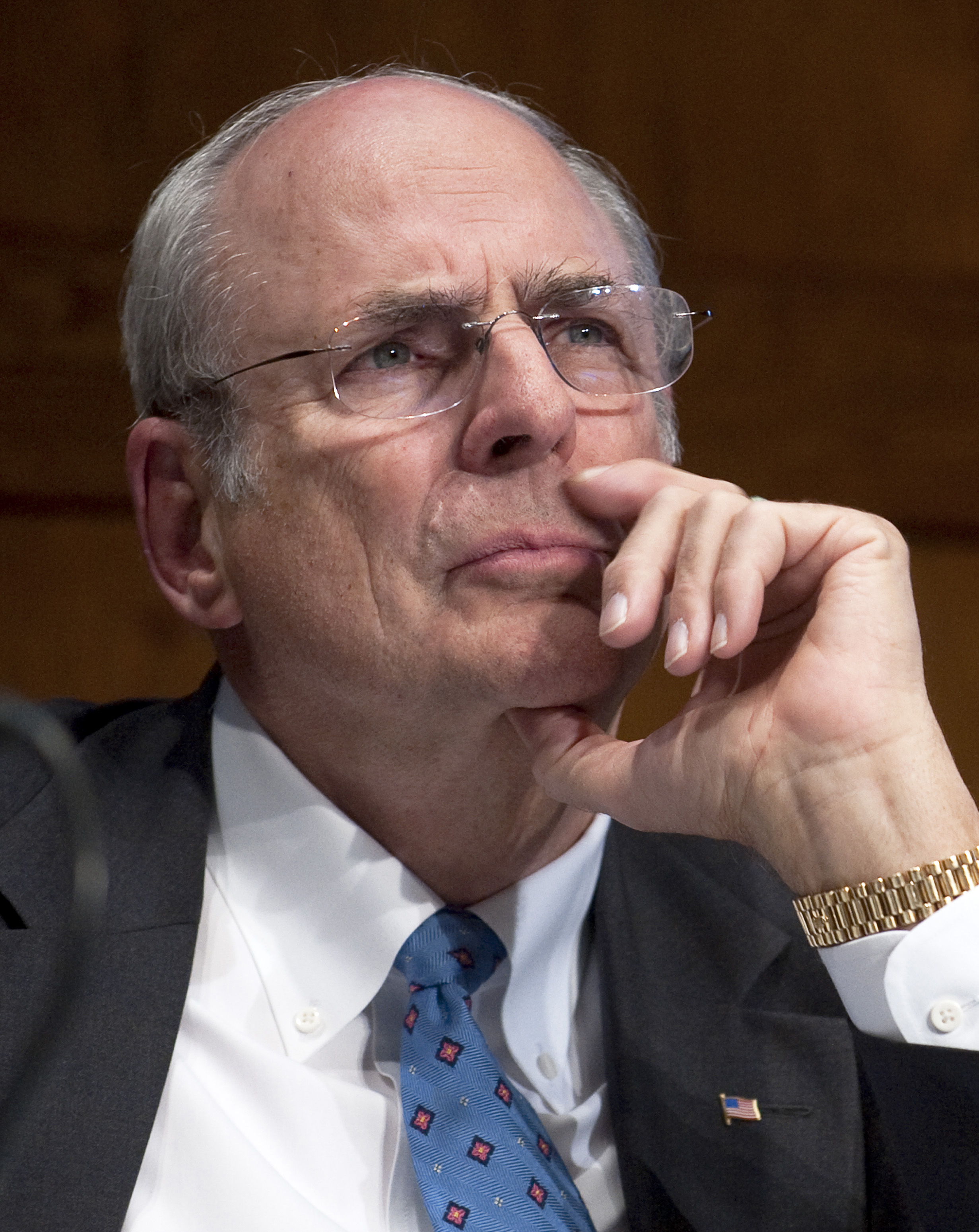
Norman Augustine

Norman Ralph Augustine, genannt Norm Augustine, (* 27. Juli 1935 in Denver) ist ein US-amerikanischer Manager und Ingenieur der Luftfahrtindustrie. Er war CEO von Lockheed Martin.

## Karriere
Augustine studierte Luftfahrttechnik an der Princeton University mit dem Bachelor-Abschluss 1957 und dem Master-Abschluss 1959. Seine Bachelor-Arbeit (Senior Thesis) war ein Entwurf eines Trainingsgeräts für Überschallgeschwindigkeit. 1959 bis 1965 war er Ingenieur und Manager bei Douglas Aircraft. 1965 arbeitete er im Verteidigungsministerium unter Robert McNamara. Er wechselte mehrfach von der Luftfahrtindustrie in staatliche Funktionen im zivilen militärischen Bereich. 1970 bis 1973 war er Vizepräsident bei LTV Aerospace. 1973 war er Assistant Secretary bei der US Army, 1975 bis 1977 war er Unterstaatssekretär (Undersecretary), später Acting Secretary. 1977 wurde er Vizepräsident für Technologie von Martin Marietta, was er bis 1982 blieb. 1982 wurde er Präsident von Denver Aerospace, war 1985/86 Senior Vice President und 1987 bis 1995 CEO. 1995 wurde er Präsident und 1996 CEO von Lockheed Martin, die aus der Fusion von Lockheed und Martin Marietta 1995 entstanden. Nach seinem Ruhestand 1997 war er Aufsichtsratsvorsitzender von Lockheed Martin.
Er war auch 1997 bis 1999 Lecturer mit Rang eines Professors an der Princeton University. Er war auch im Aufsichtsrat von Procter und Gamble, Black and Decker und Conoco Phillips.
1990 wurde er Vorsitzender des Beratungskomitees für die Zukunft des US-amerikanischen Raumfahrtprogramms (Augustine Committee). Das Komitee gab 2009 eine Begutachtung des bemannten Raumfahrtprogramms heraus (Review of United States Human Space Flight Plans).

## Wirtschaftsethik und Augustines Gesetze
Er ist für Äußerungen zur Wirtschaftsethik bekannt und unterscheidet legales und richtiges Vorgehen, so hält er feindliche Übernahmen zwar für legal, aber nicht richtig. Von ihm stammen Bücher zum Beispiel mit technologischen Vorhersagen und Schlussfolgerungen und Ratschlägen für Manager (Augustine`s laws, 1984). So sagte er in Regel 9 exponentielles Wachstum des Preises für taktische Militärflugzeuge vorher (Abbildung 1), so stark, dass bei Fortschreibung der Wachstumsraten 2054 ein Flugzeug den gesamten Militärhaushalt verschlingen würde.

Abbildung 1: Illustration zum exponentiellen Kostenanstieg von Militärflugzeugen in den USA, eine der Vorhersagen von Augustine (Regel 9)

Die Regeln sind humorvoll formuliert, haben aber einen ernsten Hintergrund, den er durch Beispiele – häufig aus der Luftfahrtindustrie – illustriert. Beispiele sind nach der Ausgabe von 1984:
- Regel 3: In neunzig Prozent der Fälle ist das Ergebnis schlechter als erwartet, in den restlichen zehn Prozent hätte man nicht erwarten dürfen, dass es so gut ausgeht.
- Regel 4: Je schwächer die Datenlage, auf denen man seine Entscheidungen trifft, desto höher sollte die Präzision sein, die man angibt um den Daten Authentizität zu verleihen.
- Regel 7: Die letzten zehn Prozent Leistung, die man erzielen will, erzeugen ein Drittel der Kosten und zwei Drittel der Probleme.
- Regel 14: Werden genügend Managementebenen übereinander getürmt kann man sicher sein, dass ein Desaster nahe ist.
- Regel 17: Software ist wie Entropie. Sie ist schwierig zu begreifen, wiegt nichts und gehorcht dem 2. Hauptsatz der Thermodynamik: sie nimmt stetig zu.
- Regel 20: Ein Zehntel der Beteiligten erzeugen mindestens ein Drittel des Outputs. Erhöht man die Zahl der Beteiligten, reduziert sich lediglich der mittlere Output.
- Regel 26: Es gibt keine wirklich einfachen Systeme, da diese unendlichen Testaufwand benötigen.
- Regel 28: Narren drängen herein, wenn etablierte Firmen zögern ein Angebot zu machen.
- Regel 30: Manager die keine erfolgreichen Resultate liefern, haben ihren Job erfahrungsgemäß rund fünf Jahre. Liefern sie andererseits effektive Resultate, können sie damit rechnen, eine halbe Dekade auf ihrem Posten zu bleiben.
- Regel 32: Man sollte erwarten, dass das Erwartete verhindert werden kann, aber dass das Unerwartete erwartet werden kann (Gesetz der Verstärkung der Agonie). Als prominentes Beispiel nennt Augustine Testversagen größerer Systeme. Sie bestehen aus vielen oft recht einfachen Teilen, die die Versagensursache sind, aber gerne gegenüber der Konzentration auf die Hauptprobleme der Maschine übersehen werden. Als eines der Beispiele nennt er die Erfahrung einer Flugzeugfirma mit dem Testen von Düsentriebwerken. Es fanden sich so häufig Fremdgegenstände im Einlass, die das Testtriebwerk zerstörten, dass ein Inspektor vor jedem Test die Triebwerke von innen untersuchte. Das hatte eine Weile Erfolg, bis dieser selbst seine Taschenlampe im Triebwerk vergaß.
- Regel 33: Hardware funktioniert am besten, wenn es am wenigsten von Bedeutung ist.
- Regel 37: Würde sich die Erde zweimal schneller drehen, würden Manager zweimal mehr schaffen. Würde sich die Erde zwanzig mal schneller drehen, würden alle Manager davonfliegen und jeder andere würde zweimal mehr schaffen.
- Regel 38: Komplexe Systeme sind teuer, man muss aber bedenken, dass sie wenig beitragen. Dahinter steht nach Augustine eine Beobachtung aus dem Militär, dass billige, einfache Systeme oft den größten Effekt hatten.

## Ehrungen und Mitgliedschaften
Augustine ist Fellow der National Academy of Engineering, des IEEE, Ehren-Fellow und ehemaliger Präsident des American Institute of Aeronautics and Astronautics, Fellow der Royal Aeronautical Society, der American Astronautical Society und der American Academy of Arts and Sciences und Mitglied der American Philosophical Society.
1970 erhielt er die Meritorious Service Medal des Department of Defense und 1975 das erste Mal deren höchste zivile Auszeichnung, die Distinguished Service Medal, die er fünfmal erhielt. 1988 erhielt er die Goddard Medal des American Institute of Aeronautics and Astronautics, 1997 die  National Medal of Technology, 2005 den AAAS Philip Hauge Abelson Prize, 2007 den Bower Award for Business Leadership des Franklin Institute, 2008 den Vannevar Bush Award und 2009 die IRI Medal. Er ist mehrfacher Ehrendoktor.
Er war Chairman der National Academy of Engineering (NAE), war im Beratungsgremium des US-Präsidenten für Wissenschaft und Technologie und im Beratungsgremium des Department of Homeland Security sowie Mitglied der Hart/Rudman-Kommission zur nationalen Sicherheit.
Neun Jahre lang war er Chairman und Principal Officer des amerikanischen Roten Kreuzes. Er war Trustee der Johns Hopkins University und im Board of Trustees von Princeton und MIT. Augustine war Chairman der Aerospace Industries Association.

## Privates
Augustine  war Präsident der amerikanischen Pfadfinder und war schon 1952 Eagle Scout, die höchste Rangstufe der amerikanischen Pfadfinder.
Er ist mit Margareta Engman verheiratet und hat zwei Kinder.

## Schriften
- Augustine's Laws, American Institute of Aeronautics and Astronautics, 1984, überarbeitete 6. Auflage 2012, Aerospace Research Central
  - Deutsche Ausgabe: Augustines Erkenntnisse:  goldene Regeln für das Überleben in unserer Wirtschaft, Campus Verlag 1988, 2006
- mit Kenneth L. Adelman: The Defense Revolution: Strategy for the Brave New World : By an Arms Controller and an Arms Builder, ICS Press 1990
- mit Kenneth Adelman:  Shakespeare In Charge: The Bard's Guide to Leading and Succeeding on the Business Stag, Miramax Books 1999
  - Deutsche Ausgabe: Folgt eurem Mut und stürmt! : Shakespeare für Manager, Campus Verlag 2000
- Augustine's Travels: A World-Class Leader Looks at Life, Business, and What It Takes to Succeed at Both, 1997.
  - Deutsche Ausgabe: Augustines Reisen, Campus Verlag 1999